# Vánoce naruby
Vánoce naruby (v anglickém originále Christmas with the Kranks) je americká filmová komedie z roku 2004. Režisérem filmu je Joe Roth. Hlavní role ve filmu ztvárnili Tim Allen, Jamie Lee Curtis, Julie Gonzalo, Dan Aykroyd a M. Emmet Walsh.

## Obsazení
| Tim Allen         | Luther Krank    |
| Jamie Lee Curtis  | Nora Krank      |
| Julie Gonzalo     | Blair Krank     |
| Dan Aykroyd       | Vic Frohmeyer   |
| M. Emmet Walsh    | Walt Scheel     |
| Elizabeth Franz   | Bev Scheel      |
| Erik Per Sullivan | Spike Frohmeyer |
| Cheech Marin      | Salino          |